# Dino's (stripreeks)
Dino's is een lopende gag-stripreeks van Arnaud Plumeri and Blozounet (Bloz). Het gaat over antropomorfe dinosauriërs en is een educatieve komische reeks.
Het geeft info over dino's en tijdgenoten en toont ook veel grappen. Er zijn anno 2015 vier albums.

## Personages
- Archibald Indino Jones: een paleontoloog en kindervriend.
- Darwin: Archibalds hond.
- Anaïs: Archibalds nichtje.
- Compso: een Compsognathus.
- Troodon: een Troodon die de rol van slimmerik speelt.
- Mister T. Rex: een Tyrannosaurus en de antagonist van de reeks. Hij pocht altijd en doet geen moeite voor zijn kroost.
- De Oviraptor: een Oviraptor die altijd vals beschuldigd wordt van het stelen van eieren.
- Allosaurus: een Allosaurus en de antagonist van de Jura-strips. In het vierde deel wordt hij door Compso en zijn vrienden vermoord.
- Zoogdieren: de tertiare antagonisten die de dino's proberen te verdrijven of opeten.
- Stego: een Stegosaurus die in Deel 4 sterft door stuiptrekkingen.
- Ankie: een Ankylosaurus waarop Mister T. Rex altijd z'n tanden stukbijt.

## Trivia
- Mister T. Rex wordt pas in Deel 3 bij naam genoemd.
- Sommige gags worden in groepen in magazines of vakantieboeken gestopt, al zijn dat altijd dino-introducties.